# Collegio uninominale Veneto - 01 (2017)
Il collegio elettorale uninominale Veneto - 01 è stato un collegio elettorale uninominale della Repubblica Italiana per l'elezione del Senato tra il 2017 ed il 2022.

## Territorio
Come previsto dalla legge elettorale italiana del 2017, il collegio era stato definito tramite decreto legislativo all'interno della circoscrizione Veneto.
Era formato dal territorio di 25 comuni: Annone Veneto, Caorle, Cavallino-Treporti, Ceggia, Cinto Caomaggiore, Concordia Sagittaria, Eraclea, Fossalta di Piave, Fossalta di Portogruaro, Gruaro, Jesolo, Marcon, Meolo, Musile di Piave, Noventa di Piave, Portogruaro, Pramaggiore, Quarto d'Altino, San Donà di Piave, San Michele al Tagliamento, San Stino di Livenza, Spinea, Teglio Veneto, Torre di Mosto, Venezia.
Il collegio era parte del collegio plurinominale Veneto - 01.

## Eletti
| Elezione | Elezione | Senatore                           | Partito      | Note                                               |
| -------- | -------- | ---------------------------------- | ------------ | -------------------------------------------------- |
|          | 2018     | Maria Elisabetta Alberti Casellati | Forza Italia | Presidente del Senato della Repubblica (2018-2022) |

## Dati elettorali

### XVIII legislatura
Come previsto dalla legge elettorale, 116 senatori erano eletti con sistema a maggioranza relativa in altrettanti collegi uninominali a turno unico.
| Candidati              | Candidati                                    | Voti    | %     | Liste                           | Voti    | %     |
| ---------------------- | -------------------------------------------- | ------- | ----- | ------------------------------- | ------- | ----- |
|                        | Maria Elisabetta Alberti Casellati ✔️ Eletto | 118 877 | 41,90 | Lega                            | 74 818  | 26,37 |
| Forza Italia           | Maria Elisabetta Alberti Casellati ✔️ Eletto | 118 877 | 41,90 | 31 298                          | 11,03   |       |
| Fratelli d'Italia      | Maria Elisabetta Alberti Casellati ✔️ Eletto | 118 877 | 41,90 | 11 182                          | 3,94    |       |
| Noi con l'Italia - UDC | Maria Elisabetta Alberti Casellati ✔️ Eletto | 118 877 | 41,90 | 1 579                           | 0,56    |       |
|                        | Marco Nardin                                 | 76 734  | 27,05 | Movimento 5 Stelle              | 76 734  | 27,05 |
|                        | Andrea Ferrazzi                              | 66 749  | 23,53 | Partito Democratico             | 55 373  | 19,52 |
| +Europa                | Andrea Ferrazzi                              | 66 749  | 23,53 | 8 740                           | 3,08    |       |
| Italia Europa Insieme  | Andrea Ferrazzi                              | 66 749  | 23,53 | 1 711                           | 0,60    |       |
| Civica Popolare        | Andrea Ferrazzi                              | 66 749  | 23,53 | 925                             | 0,33    |       |
|                        | Giulio Marcon                                | 10 263  | 3,62  | Sinistra Italiana               | 10 263  | 3,62  |
|                        | Gino Baoduzzi                                | 2 436   | 0,86  | Potere al Popolo!               | 2 436   | 0,86  |
|                        | Caterina Baldo                               | 2 353   | 0,83  | Il Popolo della Famiglia        | 2 353   | 0,83  |
|                        | Maurizio Marchiori                           | 1 976   | 0,70  | Italia agli Italiani            | 1 976   | 0,70  |
|                        | Tino Andrea Bozza                            | 1 947   | 0,69  | CasaPound                       | 1 947   | 0,69  |
|                        | Corrado Callegari                            | 911     | 0,32  | Grande Nord                     | 911     | 0,32  |
|                        | Maurizio Callegari                           | 636     | 0,22  | Partito Valore Umano            | 636     | 0,22  |
|                        | Alessandra Busetto                           | 578     | 0,20  | Per una Sinistra Rivoluzionaria | 578     | 0,20  |
|                        | Rosalba Sartin                               | 263     | 0,09  | PRI - ALA                       | 263     | 0,09  |
| Totale                 | Totale                                       | 283 723 | 100   |                                 | 283 723 | 100   |
|                        |                                              |         |       |                                 |         |       |
| Voti non validi        | Voti non validi                              | 7 594   | 2,61  |                                 |         |       |
| Votanti                | Votanti                                      | 291 317 | 75,94 |                                 |         |       |
| Elettori               | Elettori                                     | 383 617 |       |                                 |         |       |